# فيروز أباد (ريغستان)
فیروز أباد (بالفارسية: فیروزآباد) هي قرية تقع في إيران في قسم ریغستان الريفي.